# Sports universitaires de l'Ontario
Sports Universitaires de l'Ontario (SUO), Ontario University Athletics (OUA) en anglais, est une association régionale d'universités canadiennes qui aide à la coordination des compétitions sportives entre les universités. Elle contribue également à fournir des informations de contact, des calendriers, des résultats, et des communiqués pour le public et les médias. SUO, qui couvre l'Ontario, est l'une des quatre associations du U Sports. Les trois autres associations sont Sport universitaire de l'Atlantique, Réseau du sport étudiant du Québec et Association sportive universitaire de l'Ouest canadien.

## Membres
| Institution                                        | Surnom             | Lieu             | Établissement | Catégorie | Inscription | Membre depuis | Division(s)                           |
| -------------------------------------------------- | ------------------ | ---------------- | ------------- | --------- | ----------- | ------------- | ------------------------------------- |
| Université Algoma                                  | Thunderbirds       | Sault Ste. Marie | 1967          | Publique  | 1300        | 2013          | Ouest                                 |
| Université Brock                                   | Badgers (en)       | St. Catharines   | 1964          | Publique  | 17000       | 1972          | Basket-ball: Centrale Football: Ouest |
| Université Carleton                                | Ravens             | Ottawa           | 1942          | Publique  | 20901       | 1968          | Basket-ball: Nord Football: Est       |
| Université de Guelph                               | Gryphons (en)      | Guelph           | 1964          | Publique  | 19408       | 1955          | Basket-ball: Centrale Football: Ouest |
| Université de Lakehead                             | Thunderwolves (en) | Thunder Bay      | 1946          | Publique  | 8050        | 1988          | Centrale                              |
| Université Laurentienne                            | Voyageurs (en)     | Grand Sudbury    | 1960          | Publique  | 7758        | 1972          | Basket-ball: Nord Football: Est       |
| Université McMaster                                | Marauders          | Hamilton         | 1887          | Publique  | 25688       | 1955          | Basket-ball: Centrale Football: Ouest |
| Université de Nipissing                            | Lakers (en)        | North Bay        | 1909          | Publique  | 6300        | 1993          | Basket-ball: Nord Football: Est       |
| Institut universitaire de technologie de l'Ontario | Ridgebacks (en)    | Oshawa           | 2003          | Publique  | 5000        | 2006          | Football: Est                         |
| Université d'Ottawa                                | Gee-Gees           | Ottawa           | 1848          | Publique  | 42027       | 1968          | Basket-ball: Nord                     |
| Université Queen's                                 | Gaels (en)         | Kingston         | 1841          | Publique  | 20566       | 1955          | Est                                   |
| Collège militaire royal du Canada à Kingston       | Paladins           | Kingston         | 1876          | Publique  | 1268        | 1973          | Football: Est                         |
| Université métropolitaine de Toronto               | Bold (en)          | Toronto          | 1948          | Publique  | 32670       | 1972          | Est                                   |
| Université de Toronto                              | Varsity Blues      | Toronto          | 1827          | Publique  | 73185       | 1955          | Est                                   |
| Université de Trent                                | Excalibur (en)     | Peterborough     | 1964          | Publique  | 7160        | 1972          | Football: Est                         |
| Université de Waterloo                             | Warriors (en)      | Waterloo         | 1957          | Publique  | 27978       | 1961          | Ouest                                 |
| Université Western Ontario                         | Mustangs (en)      | London           | 1878          | Publique  | 30000       | 1955          | Ouest                                 |
| Université Wilfrid-Laurier                         | Golden Hawks (en)  | Waterloo         | 1911          | Publique  | 12394       | 1972          | Ouest                                 |
| Université de Windsor                              | Lancers            | Windsor          | 1857          | Publique  | 13,496      | 1961          | Ouest                                 |
| Université York                                    | Lions              | Toronto          | 1959          | Publique  | 42400       | 1972          | Basket-ball: Est Football: Ouest      |

1. ↑  Les divisions pour différents sports sont différents. Dans cette liste sont renseignées les divisions pour basket-ball et pour football. Pour la saison 2014-2015, il n'y a pas de division pour football canadien.